# Абику
Абику (йоруба «рождённый, чтобы умереть») — злой демон в западноафриканской религиозной традиции. В мифологи йоруба представления об Абику тесно переплетаются с таинством вынашивания и рождения ребёнка.

## Рождение ребёнка Абику
С появлением первенца авторитет женщины возрастал, она становилась полноправным членом семьи. В традиционной культуре Йоруба статус многодетной матери был выше, чем у девушки, имевшей одного или двух детей. Наличие сыновей считалось особенно почётным. К бездетным женщинам относились с недоверием, считалось, что это результат воздействия злых духов. Неспособность забеременеть вызывала настороженность и напряжение мужа и родственников, ответственность в таком случае возлагалась на девушку, которая нарушила традиционные правила (например, во время обрядов, посвящённых предкам, недостаточно полно проявила своё почтение усопшим) и подверглась наказанию потусторонних сил. Нередко подобные проблемы пытались скрыть, обманывали, имитируя беременность.
Матери, не сумевшие сохранить жизнь своему ребёнку, также подвергались нападкам семьи. Если ситуация повторялась и у женщины раз за разом появлялись дети, которые не доживали до 12 лет, её остерегались, а подобный феномен объясняли появлением детей Абику.Считалось, что во время беременности во чрево матери вселился злой дух. Абику, согласно представлениям, не имели желудка, в связи с этим не могли насытиться, в виде дыма они попадали в дома, затем в тело беременной женщины, заменяя будущего ребёнка собой. Согласно традиции Йоруба женщине во время беременности надо быть осторожной в силу своей уязвимости. Йоруба верили, что Абику обитают недалеко от жилища человека, на окраинах поселений, в буше, рядом с муравейниками. Женщине, чтобы сохранить плод, необходимо избегать мест, где можно было встретить злого духа. В противном случае он мог следить за ней, вселиться в её утробу, вытеснив настоящего младенца. Женщины, следуя подобным предписаниям, часто прибегали к мерам, абсолютно противоположным тому, что предписывают требования гигиены: держали себя и своё жилище в нечистоте, полагая, что таким образом они могут спугнуть злого духа.
Абику, как правило, рождались у одной и той же матери несколько раз, но иногда могли рождаться поочерёдно у нескольких женщин. Распознать такого ребёнка-духа, «кочующего» из одной семьи в другую, можно было по наличию родинки в определённом месте (или другим внешним признакам). Появление на свет Абику становилось проблемой для всех членов семьи и в наибольшей мере — для матери. За таким ребёнком требовалось постоянное внимание — ребёнок-дух мог в любой момент умереть из-за чувства обиды на родителей или по каким-то другим причинам. Поддерживая постоянную связь с миром ещё не рождённых, он мог услышать голоса своих друзей-духов, которые призывали его вернуться к ним. Их предназначение, согласно мифологии, заключалось в том, чтобы мучить мать, умирать и вновь возвращаться, мигрируя между миром мёртвых, живых и ещё не родившихся.
Дети-Абику считались особенными детьми, их старались оберегать и баловать, им было дозволено всегда больше, чем остальным. Воспитание детей в семьях Йоруба было обязанностью женщин. Обращение в семье с ребёнком, которого практически нельзя было никаким образом наказывать за проступки, могло стать настоящим испытанием для всей семьи. Чтобы оградить себя и семью от злого духа, женщины прибегали к различным обрядам, обращались к местным врачевателям.

## Защитные обрядовые практики
Женщина включалась в череду защитных духовных практик с момента, когда становилась невестой до периода менопаузы. Молодая девушка, которой поступило предложение вступить в брак, могла проходить консультацию у оракула. Он устанавливал, будет ли женщина в будущем иметь детей-духов или нет. Если оракул устанавливал, что женщина относится к группе риска, ей следовало пройти ряд превентивных ритуалов, чтобы излечиться. Согласно традиционным верованиям, девушка, которая не прошла через очистительные ритуалы, могла умереть за день до свадьбы. Одним из способов защиты от духов считалось исполнение песен для Абику. Их исполняли во время подготовки к бракосочетанию, в ходе свадебной церемонии, в будни, праздники, в разные моменты семейной жизни. Невеста пела обрядовую песню:
Молитесь за меня, чтобы первый ребёнок не был Абику, молитесь, чтобы я не вошла в число бесплодных женщин.
Обрядовые песни, защищающие женщин от рождения Абику, можно разделить на несколько категорий: сатирические, хвалебные и колдовские. Сатирические песни помогают бороться с девиантным поведением: духов-Абику в таких песнях отождествляют с сорной травой, которая находится внутри организма. Хвалебные песни, наоборот, должны привлечь духа, задобрить его. 
Помимо исполнения обрядовых песен, существовал другой способ сохранить ребёнка-духа в мире живых — ребёнку давали особое имя. В традиционном обществе имя предполагало определённый сценарий жизни, поэтому йоруба внимательно относились к его выбору. Ребёнок, которого родители называли, например, Кокумо, что дословно означает «не умирай снова», заведомо считался Абику. Имена, которые родители давали предполагаемым детям-духам, носили разный эмоциональный оттенок — в зависимости от того, который по счёту ребёнок умирает в семье и какова степень отчаяния родителей. Имена могут быть привлекательными и уничижительными. Так, например, имя Йетунде (дословно «прекрати обманывать меня») носит явно отрицательный характер.С целью способствовать продолжительности жизни ребёнка ему давали «имя Абику», чтобы умиротворить злых духов. Некоторые примеры таких имён: Bán̄jókòó — имя означает «посиди со мной», Dúrójayé — «подожди и наслаждайся жизнью», Kòkúmọ́ — «этот ребёнок больше не умирает».

## Феномен «детей-Абику» в фольклоре и литературе
Сказки Йоруба включают в себя сюжеты, связанные со злыми духами Абику. Так, в одной из историй появление близнецов среди Йоруба связано с тем, что обезьяны в качестве мести земледельцу подселили в утробу его беременной жены двух Абику:
Обезьяны искусны в волшебстве. Они могут вселить в чрево твоей жены абику, и тогда ребёнок, которого она родит, вскоре умрёт. И так будет случаться снова и снова. Все твои дети будут Абику.
Стоит отметить, что появление близнецов в племени воспринималось крайне настороженно. Такая аномалия имела в сознании людей потустороннюю природу и могла предвещать что-то негативное.
Воле Шойинка, нигерийский писатель, первый африканец, удостоенный Нобелевской премии в области литературы, описывает феномен Абику в одноимённом стихотворении следующим образом:
В веках, в череде материнских утрат
Я обречён возрождаться.
Запомни – даже похоронный обряд
Призывает меня на землю,
Вечно влажную от горьких слёз,
Стынущих росою смерти
В вечерних сумерках, когда пауку
Легче справиться с жертвой.
Ночь, дающая Абику жизнь,
Расцветает смертельным утром,
А схватки родов рождают крик,
Исторгаемый хваткой смерти.
Созревшее лоно рождает плод,
Но созревший плод умирает,
– Мать дарует Абику смерть,
Вечную его праматерьВоле Шойинка
В автобиографическом романе «Аке: годы детства» В. Шойинка описывает девочку-духа по имени Букола: «Как все Абику она обладала исключительными правами. Родители не смели бранить её всерьёз и долго». В романе «Голодная дорога» нигерийского писателя Бена Окри главный герой — мальчик-дух, по имени Азаро (уменьшительное от имени Лазарус) — нарушил клятву, данную духам, и решил остаться в мире живых, чтобы сделать свою мать счастливой.